# М'якотілі черепахи
М'якотілі черепахи (Trionychoidea) — надродина прихованошийних черепах.

## Опис

### Характерні ознаки
Основні ознаки м'якотілих черепах пов'язані з пристосуванням до повністю або майже повністю водного способу життя. Вони характеризуються перш за все відсутністю рогового покриву на їх кістковому панцирі; він покритий м'якою шкірою, яка може бути гладкою, зморшкуватою або, рідше, всіяною рідкісними роговими шипиками. Тільки у молодих двокігтевих черепах (Carettochelys insculpta) помітні контури рудиментарних рогових щитків.
Поряд з повним зникненням рогових щитків у більшості м'якотілих черепах сталася сильна редукція кісткового панцира. Спинний щит (карапакс) має окостенілі центральні елементи, які оточені широкою хрящевою облямівкою. Лише у деяких видів цей хрящ укріплений по краях невеликими крайовими кістками. Черевний щит також не костеніє цілком і в більшості випадків має широке серединне хрящове поле. Всі ці вторинні зміни панцира викликані водним способом життя м'якотілих черепах. У трикігтевих черепах карапакс і пластрон з'єднані рухомо з допомогою зв'язки. Панцир сильно сплощений.
Передня частина морди цих черепах витягнута в довгий рухливий хоботок, на кінці якого відкриваються ніздрі. Цей хоботок грає роль трубки (шноркель) водолаза, дозволяючи лежачій на дні мілководдя черепасі дихати, не спливаючи. Крім того, дивовижною особливістю м'якотілих черепах є здатність до шкірного дихання, що забезпечує шкіра, яка покрита великою кількістю капілярів. Основними органами дихання під водою є ковтка, в якій є пучки ворсинчастих виростів слизової (функціонально це утворення нагадує зябра). Все це дозволяє черепахам залишатися під водою кілька годин. Рамфотеки дзьоба трикігтеві черепахи зверху прикриті м'якими м'ясистими «губами». Шия часто дуже довга, завдяки чому черепаха може дістати головою до заднього краю карапакса. Лапи мають сильно розвинені перетинки, число кігтів скорочено до 2-3. Рогові луски на тілі втрачені, за винятком декількох великих щитків на лапах.

### Поширення
Поширені в Африці, Азії і в Північній Америці. На півночі їх ареал доходить до півдня Палеарктики: із заходу — південний-схід Туреччини, зі сходу — південь Далекого Сходу Росії.

### Спосіб життя
Всі види цього підряду ведуть водний спосіб життя. Зустрічаються в прісних і слабосолених водах. Ці черепахи добре плавають, але ведуть придонний спосіб життя і воліють місця з піщаним або мулистим ґрунтом, в який повністю закопуються, подібно камбали. На поверхню черепаха виставляє тільки очі і хоботок, і в такому положенні чекає здобич.

### Живлення
Більшість видів — хижаки, що живляться водними безхребетними, рибою. Великі особини можуть нападати на пташенят водоплавних птахів, перепливаючих водойму дрібних ссавців. Деякі види всеїдні.

## Класифікація
Традиційно до групи включають такі сучасні родини і роди:
- М'якотілі черепахи (Trionychoidea)
  - Родина Двокігтеві черепахи (Carettochelyidae)
    - Підродина Двокігтеві черепахи (Carettochelyinae)
      - Рід Двокігтеві черепахи (Carettochelys)

  - Родина Трикігтеві черепахи(Trionychidae)
    - Підродина Лопатеві черепахи (Cyclanorbinae)
      - Рід Центральноафриканські лопатеві черепахи (Cyclanorbis)
      - Рід Західноафриканські лопатеві черепахи (Cycloderma)
      - Рід Індійські лопатеві черепахи (Lissemys)

    - Підродина Трикігтеві черепахи (Trionychinae)
      - Рід Вузькоголові черепахи (Chitra)
      - Рід Великі м'якотілі черепахи (Pelochelys)
      - Рід Доганії (Dogania)
      - Рід Трионікси (Trionyx)
      - Рід Amyda
      - Рід Apalone
      - Рід Aspideretes
      - Рід Nilssonia
      - Рід Palea
      - Рід Далекосхідні черепахи (Pelodiscus')'
      - Рід Rafetus

З Trionychoidea зближують американську групу черепах (підряд Kinosternoidea), що включає дві родини: мулові (Kinosternidae) і мексиканські черепахи (Dermatemydidae). Перше включає близько 25 видів дрібних черепах, поширених в Північній, Центральній і Південній Америці. Друге — один великий вид з Мексики і Центральної Америки. Як і м'якотілі черепахи, вони ведуть переважно водний спосіб життя. Ці черепахи позбавлені апоморфій Trionychoidea і зберігають нормально розвинений кістковий і роговий панцир, але в наш час[коли?] вважаються примітивними родичами м'якотілих черепах.

## Галерея

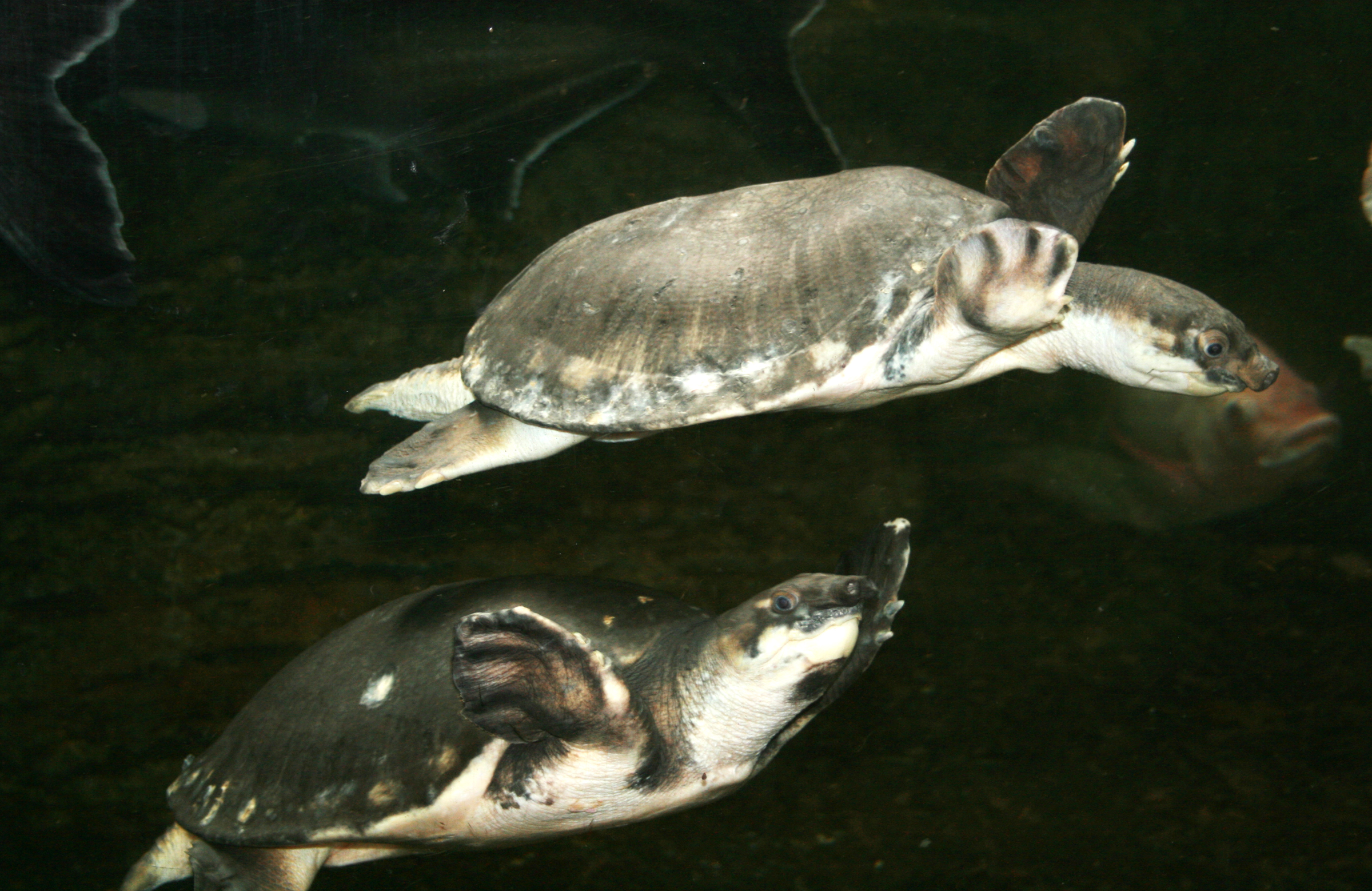
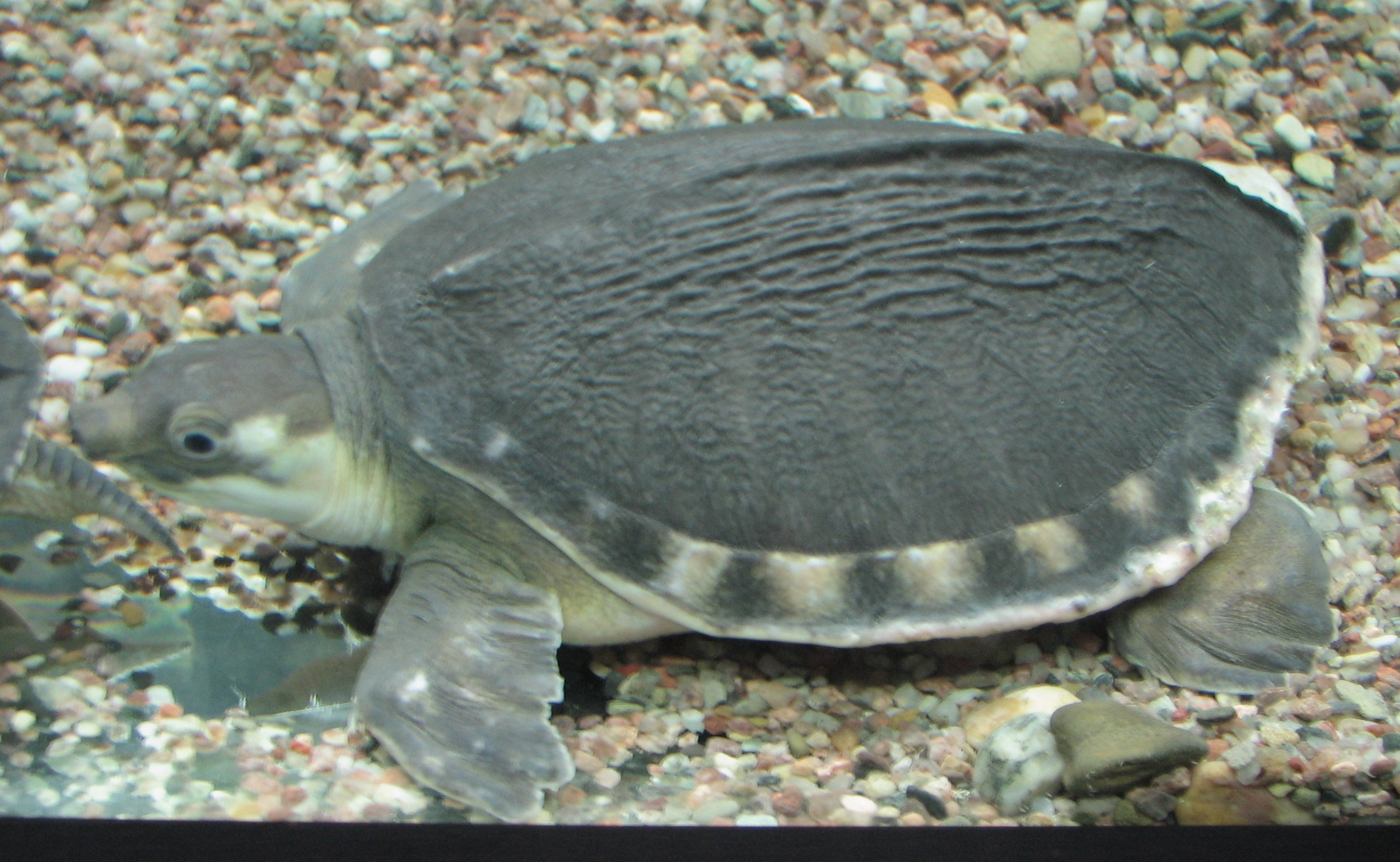
черепаха із зоопарку в м. Брно
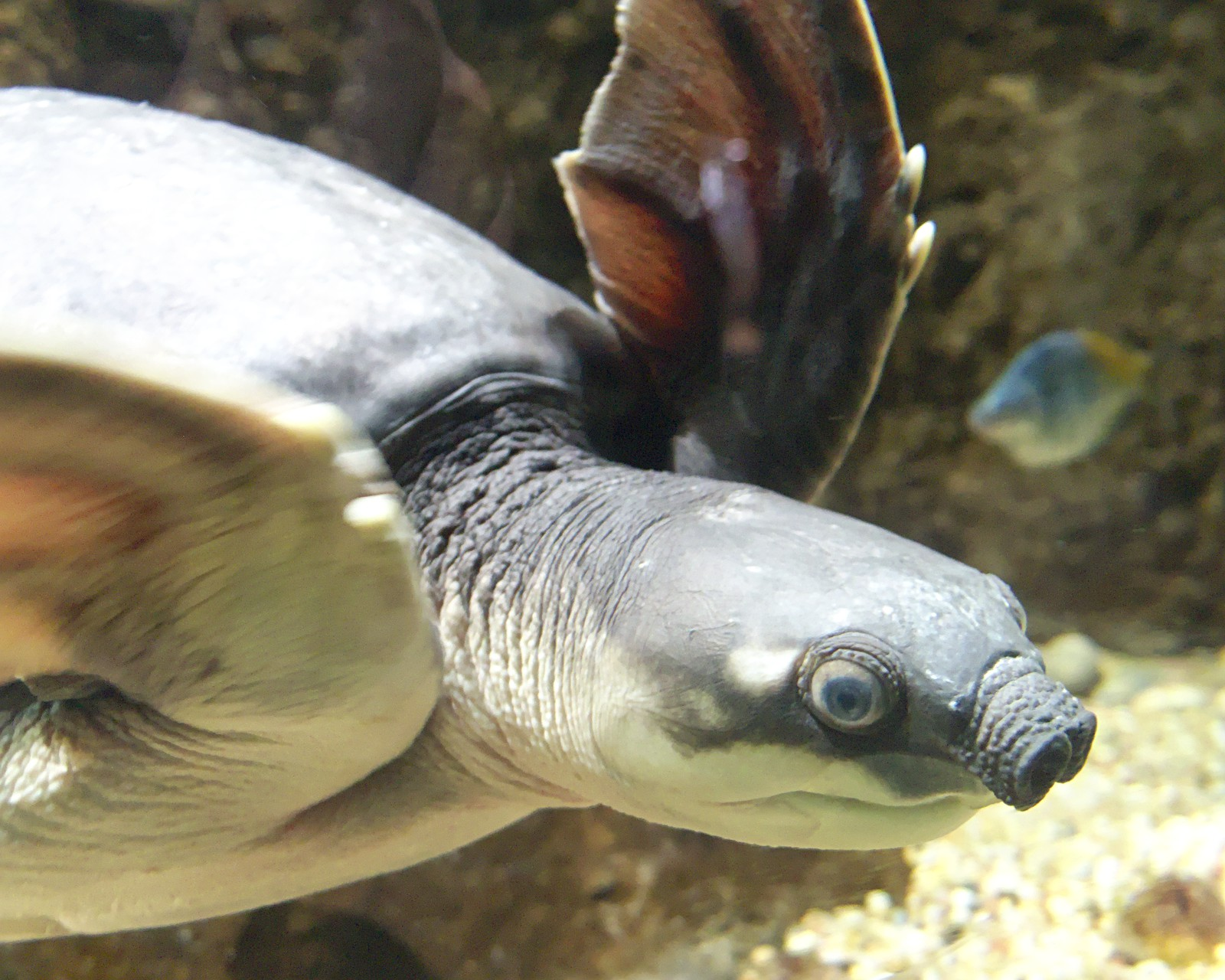
черепаха із зоопарку в м. Лос-Анджелес
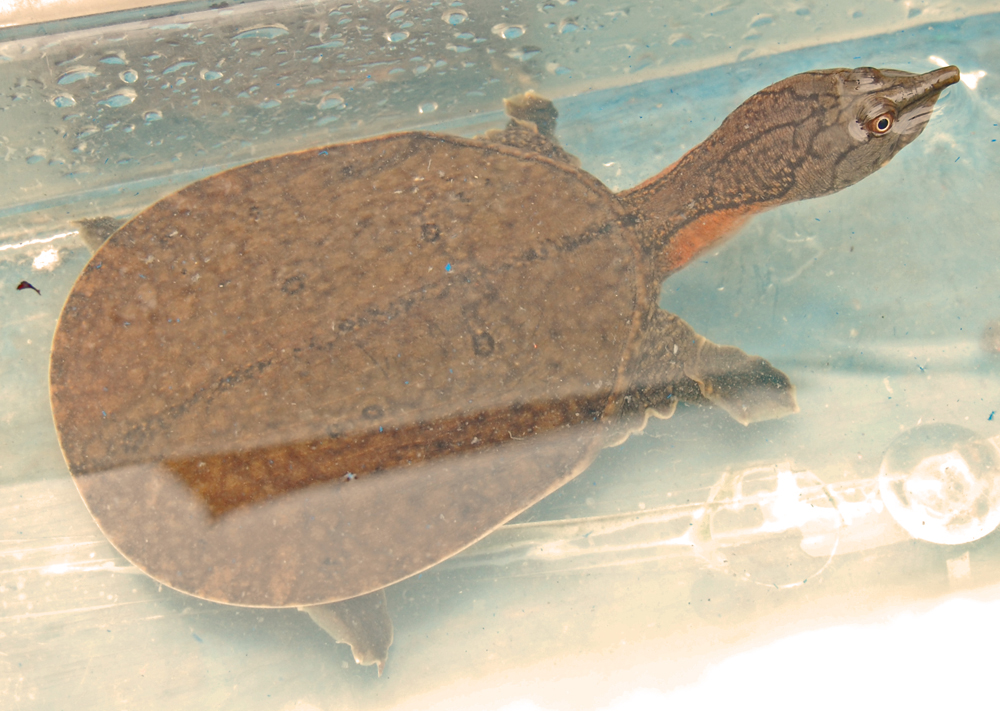
черепаха із Західної Яви
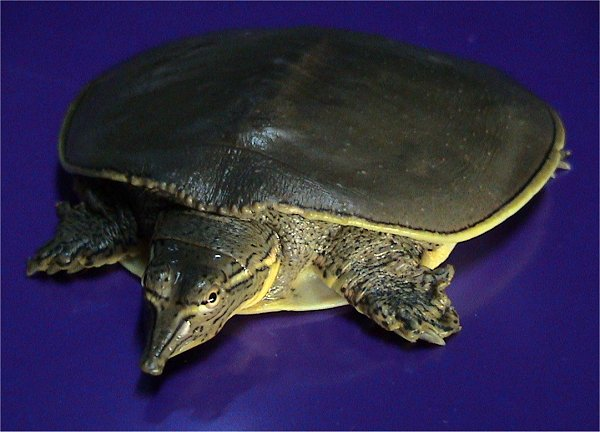
Американський трионікс колючий — вид м'якотілих черепах (Trionychia superfamily)